# Alpina obscurior
Alpina obscurior là một loài bướm đêm trong họ Geometridae.